# ストーンウォール作戦
ストーンウォール作戦（Operation Stonewall）は、1943年12月に行われた第二次世界大戦中の連合軍（イギリス軍、自由フランス軍）の作戦。作戦目的は日本軍の支配地域から、ナチス・ドイツ占領下のフランスへやってくるドイツの封鎖突破船（柳船）を阻止することであった。大西洋の戦いの一局面である。12月28日、ビスケー湾海戦が生起してイギリス海軍が勝利した。

## 経過
インド洋の日本軍の支配地域からドイツ海軍の封鎖突破船がフランスへ向けて出発したことを察知した連合軍は、航空機による偵察を強化すると共に、イギリス海軍の軽巡洋艦グラスゴーとガンビアを出撃させた。2隻はアゾレス諸島を拠点にして封鎖突破船の捜索に当たった。
12月24日、フランスの近くまで来た封鎖突破船オゾルノを護衛するためドイツ軍は駆逐艦Z23、Z24、Z27、Z32、Z37、ZH1、水雷艇T22、T23、T24、T25、T26、T27を出撃させた。オゾルノは無事フランスにたどり着いたものの、沈没船の残骸に触れて損傷し、座礁させられた。
27日、サンダーランド飛行艇が2隻目の封鎖突破船アルステルウーファーを発見した。イギリス軍はその捕捉のため軽巡洋艦エンタープライズ、グラスゴー、ガンビア、ペネロピ、機雷敷設巡洋艦アリアドニを展開させ、自由フランス海軍の駆逐艦ル・ファンタスク、ル・マランも出撃した。同日、ドイツ軍も駆逐艦Z23、Z24、Z27、Z32、Z37水雷艇T22、T23、T24、T25、T26、T27を出撃させていた。だが、アルステルウーファーはドイツ艦隊と合流する前に航空機によって撃沈された。ドイツ艦隊が出撃しているという報告を受け、グラスゴーとエンタープライズがその攻撃に向かった。
28日13時32分、ドイツ艦隊を目指して北上中であったグラスゴーの見張りがドイツ艦隊を発見した。ドイツ艦隊は3列になって南南東に航行していた。両艦隊は接近し、13時46分にグラスゴーが砲撃を開始し、4分後にエンタープライズもそれに続いた。ドイツ側は雷撃を試みたが、波が高かったため一部の艦しか魚雷を発射することが出来ず、発射された魚雷もすべて外れた。13時56分に右側に位置していたZ24、Z32、Z37がイギリス巡洋艦攻撃に向かい、グラスゴーに命中弾を与えた。
14時19分、ドイツ軍は艦隊を二つに分けた。Z23、Z27、T22、T25、T26の5隻が180度回頭して北北西に進路を変えた。この際、旗艦のZ27だけ左向きに向きを変えたため単独でイギリスの巡洋艦に接近することとなり、エンタープライズはZ27に命中弾を与え火災を発生させた。その前後にZ27は2度魚雷を発射したがすべて外れた。グラスゴーはT22、T25、T26と交戦してT25とT26を損傷させた。Z23とT22は逃走した。ドイツ艦隊の反転しなかった艦も戦場を離脱した。T26はエンタープライズが16時20分に、T25はグラスゴーが16時37分に魚雷で沈め、Z27も16時41分にエンタープライズの砲撃で沈没した。
ガンビアを除く巡洋艦は12月29日にポーツマスとジブラルタルに帰投した。ガンビアはモーリシャスと共に哨戒を続け、1月1日に帰投した。